# Fighting Blood
Fighting Blood é um filme mudo norte-americano de 1911, do gênero western em curta-metragem. Com direção do cineasta D. W. Griffith, o filme foi estrelado por Lionel Barrymore e Blanche Sweet. Cópias do filme sobrevivem na George Eastman House.

## Elenco
- George Nichols
- Kate Bruce
- Robert Harron
- Lionel Barrymore
- Mae Marsh
- Blanche Sweet
- Kate Toncray